# Gates-North Gates
Gates-North Gates és una concentració de població designada pel cens dels Estats Units d'Amèrica del Comtat de Monroe (Nova York).

## Demografia
Segons el cens dels Estats Units del 2000 tenia 15.138 habitants, 6.202 habitatges, i 4.142 famílies. La densitat de població era de 1.256,9 habitants/km².
Dels 6.202 habitatges en un 28,5% hi vivien nens de menys de 18 anys, en un 51,1% hi vivien parelles casades, en un 11,5% dones solteres, i en un 33,2% no eren unitats familiars. En el 28,6% dels habitatges hi vivien persones soles el 12,7% de les quals corresponia a persones de 65 anys o més que vivien soles. El nombre mitjà de persones vivint en cada habitatge era de 2,44 i el nombre mitjà de persones que vivien en cada família era de 3.
Per edats la població es repartia de la següent manera: un 22,9% tenia menys de 18 anys, un 7% entre 18 i 24, un 29,6% entre 25 i 44, un 23,1% de 45 a 60 i un 17,5% 65 anys o més.
L'edat mediana era de 39 anys. Per cada 100 dones de 18 o més anys hi havia 87,3 homes.
La renda mediana per habitatge era de 42.010 $ i la renda mediana per família de 51.661 $. Els homes tenien una renda mediana de 37.791 $ mentre que les dones 29.248 $. La renda per capita de la població era de 20.027 $. Entorn del 5,5% de les famílies i el 6,8% de la població estaven per davall del llindar de pobresa.